# Olivier Peslier
Olivier Peslier, né le 12 janvier 1973 à Château-Gontier en Mayenne, est un jockey français.
Il participe aux courses de plat en France mais aussi sur l'ensemble de la planète. Il fait partie de l'élite mondiale des jockeys et monte certains des meilleurs chevaux de course du monde. Son palmarès s'orne de quatre Prix de l'Arc de Triomphe, un Derby d'Epsom, quatre Breeders' Cup et deux Japan Cup au Japon, un pays où il jouit d'une grande popularité. Partenaire de nombreux champions, il est notamment celui de l'exceptionnelle Goldikova, laquelle lui offre, à l'occasion de son quatrième succès dans le Prix Rothschild en juillet 2011, sa centième victoire au niveau Groupe I.

## Biographie
Dès 10 ans, le natif de Château-Gontier (Mayenne) fréquente assidûment les courses de poneys avant d’épouser la carrière de jockey. Durant de nombreuses années, il fait partie de l’élite mondiale de sa profession, détient l'un des plus beaux palmarès des jockeys français en exercice. Quatre Cravaches d'or (1996, 1997, 1999 et 2000) et quatre prix de l’Arc de Triomphe (1996, 1997, 1998 et 2012) ornent sa salle des trophées. Son premier Arc, il le remporte sur Helissio avec 6 longueurs d'avance. L'année suivante, après deux victoires dans le Jockey Club et le Grand Prix de Paris, le crack Peintre Célèbre, paré de la casaque de Daniel Wildenstein, avec laquelle le jockey est alors lié par contrat, et entrainé par André Fabre, remporte l'arc, par 5 longueurs. En 1998, il s'adjuge une troisième victoire, en selle sur Sagamix, à la lutte, offrant ainsi son premier Arc à Jean-Luc Lagardère.
En 2004, il signe un contrat de première monte pour la famille Wertheimer. Il remporte de nombreux succès dont 14 courses de groupe 1 en selle sur la championne du mile Goldikova, qui remporte notamment par trois fois le Breeders' Cup Mile, quatre Prix Rothschild ou encore le Prix Jacques Le Marois. Pour ce qui est de l'Arc de Triomphe, Olivier Peslier doit attendre 2012 pour gagner une quatrième couronne, associé à l'outsider Solémia.
Il remporte ensuite de nombreuses autres victoires pour l'écurie Wertheimer, notamment un Prix du Jockey Club avec Intello, toutefois les deux parties décident en octobre 2014 de se séparer après 10 ans de collaboration, et Maxime Guyon lui succède en première monte des propriétaires de la marque Chanel.
Olivier Peslier prend sa retraite le 25 avril 2024, à 51 ans, à l'issue d'une réunion de courses disputée à La Teste, après une carrière ponctuée de 3 700 victoires, 118 courses de groupe 1 à son palmarès (dont 70 en France) et 31 de purs sangs arabes. Il est admis au Hall of Fame des courses françaises en 2025.

## Palmarès sélectif (courses degroupe 1)
France

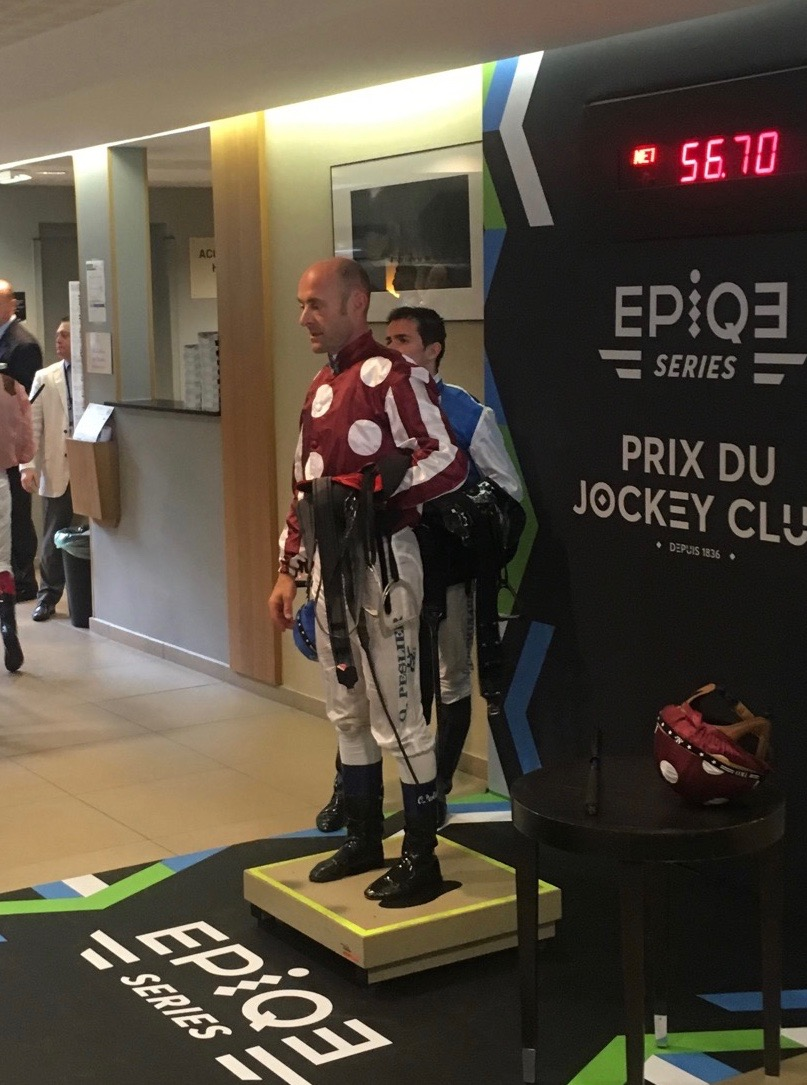
Olivier Peslier au pesage lors du prix du Jockey Club 2016 à l'hippodrome de Chantilly.

- Prix de l'Arc de Triomphe – 4 – Helissio (1996), Peintre Célèbre (1997), Sagamix (1998), Solémia (2012)
- Prix du Jockey Club – 2 – Peintre Célèbre (1997), Intello (2013)
- Poule d'Essai des Poulains – 2 – Falco (2008), Make Believe (2015)
- Poule d'Essai des Pouliches – 4 – Torrestrella (2004), Golden Lilac (2011), Précieuse (2017), Teppal (2018)
- Prix d'Ispahan – 6 – Bigstone (1994), Loup Sauvage (1998), Sageburg (2008), Goldikova (2010, 2011), Recoletos (2018)
- Prix Ganay – 5 – Helissio (1997), Indian Danehill (2000), Fair Mix (2003), Cirrus des Aigles (2012), Pastorius (2013)
- Prix Rothschild – 5 – Goldikova (2008, 2009, 2010, 2011), Amazing Maria (2015)
- Prix de la Forêt – 5 – Bigstone (1994), Poplar Bluff (1995), Étoile Montante (2003), Goldikova (2010), Make Believe (2015)
- Prix Jean Prat – 5 – Le Balafré (1993), Turtle Bowl (2005), Lawman (2007), Charm Spirit (2014), Laws of Indices (2021)
- Prix Saint-Alary – 4 – Muncie (1995), Brilliance (1997), Fidélité (2003), Silasol (2013)
- Prix Royal-Oak – 3 – Amilynx (1999, 2000), Montare (2006)
- Prix Jacques Le Marois – 3 – Vahorimix (2001), Banks Hill (2002), Goldikova (2009)
- Grand Prix de Saint-Cloud – 3 – Helissio (1996), Fragrant Mix (1998), Plumania (2010)
- Prix Marcel Boussac – 3 – Miss Tahiti (1995), Lady of Chad (1999), Silasol (2012)
- Prix du Moulin de Longchamp – 3 – Desert Prince (1998), Goldikova (2008), Recoletos (2018)
- Prix Vermeille – 3 – Queen Maud (1997), Galikova (2011), Teona (2021)
- Prix Jean-Luc Lagardère – 2 – Lost World (1993), Loup Solitaire (1995)
- Grand Prix de Paris – 2 – Peintre Célèbre (1997), Limpid (1998)
- Prix Lupin – 2 – Cloudings (1997), Gracioso (1999)
- Prix du Cadran – 2 – Molesnes (1994), Westerner (2004)
- Prix de l'Opéra – 1 – Villa Marina (2019)
- Critérium de Saint-Cloud – 1 – Sagacity (2000)

 Royaume-Uni
- Derby d'Epsom – 1 – High-Rise (1998)
- 2000 Guinées – 1 – Cockney Rebel (2007)
- King George VI and Queen Elizabeth Diamond Stakes – 1 – Harbinger (2010)
- Prince of Wales's Stakes – 2 – Ouija Board (2006), Vision d'État (2009)
- Queen Elizabeth II Stakes – 3 – Air Express (1997), Desert Prince (1998), Charm Spirit (2014)
- King's Stand Stakes – 1 – Equiano (2008)
- Lockinge Stakes – 1 – Keltos (2002)
- Dewhurst Stakes – 1 – Xaar (1997)
- Coronation Stakes – 2 – Shake the Yoke (1996), Banks Hill (2001)
- Ascot Gold Cup – 1 – Westerner (2005)
- Falmouth Stakes – 1 – Goldikova (2009)
- Queen Anne Stakes – 1 – Goldikova (2010)
- Cheveley Park Stakes – 1 – Vorda (2013)

 Japon
- Japan Cup – 2 – Jungle Pocket (2001), Zenno Rob Roy (2004)
- Arima Kinen – 3 – Symboli Kris S (2002, 2003), Zenno Rob Roy (2004)
- Mile Championship – 2 – Zenno El Cid (2001), Hat Trick (2005)
- Tenno Sho (Automne) – 2 – Symboli Kris S (2003), Zenno Rob Roy (2004)

 Allemagne
- Derby Allemand – 2 – Borgia (1997), Dai Jin (2003)
- Grosser Preis von Bayern – 1 – Dai Jin (2003)
- Preis von Europa – 1 – Scalo (2010)
- Grand Prix de Berlin – 1 – French King (2019)

 Hong Kong
- Hong Kong Mile – 2 – Docksider (1999), Hat Trick (2005)
- Hong Kong Vase – 4 – Partipral (1995), Borgia (1999), Doctor Dino (2007, 2008)
- Hong Kong Cup – 1 – Vision d'Etat (2009)

 États-Unis

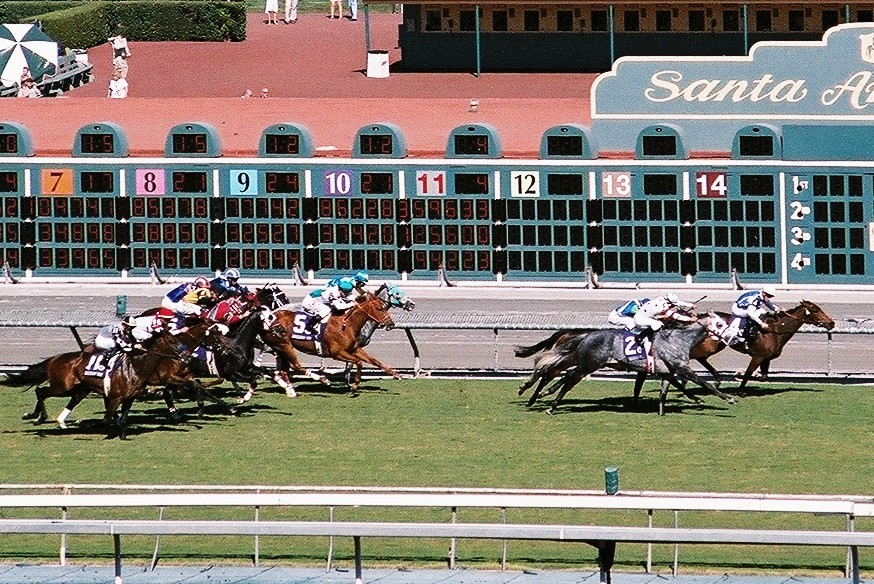
Victoire dans le Breeders' Cup Mile 2008 avec Goldikova

- Breeders' Cup Filly & Mare Turf – 1 – Banks Hill (2001)
- Breeders' Cup Mile – 3 – Goldikova (2008, 2009, 2010)
- Man o' War Stakes – 1 – Doctor Dino (2007)

 Irlande
- Derby d'Irlande – 1 – Winged Love (1995)
- 2.000 Guinées Irlandaises – 3 – Desert Prince (1998), Saffron Walden (1999), Cockney Rebel (2007)
- Irish St Leger – 1 – Sans Frontières (2010)

 Italie
- Gran Criterium – 2 – Glory of Dancer (1995), Hearts of Fire (2009)

 Émirats arabes unis
- Dubai Sheema Classic – 1 – Cirrus des Aigles (2012)

 Canada
- E.P. Taylor Stakes – 1 – Kool Kat Katie (1997)

## Victoires en France
- 1991 – 46
- 1992 – 31
- 1993 – 91
- 1994 – 116
- 1995 – 132
- 1996 – 163 – Cravache d'or
- 1997 – 157 – Cravache d'or
- 1998 – 142
- 1999 – 147 – Cravache d'or
- 2000 – 162 – Cravache d'or
- 2001 – 148
- 2002 – 98
- 2003 – 109
- 2004 – 123
- 2005 – 99
- 2006 – 107
- 2007 – 94
- 2008 – 87
- 2009 – 92
- 2010 – 105
- 2011 – 91
- 2012 – 90
- 2013 – 85
- 2014 – 57
- 2015 – 59
- 2016 – 38
- 2017 – 32